# Dandelion
"Dandelion" er en sang fra det engelske rock ’n’ roll band The Rolling Stones. Den blev skrevet af Mick Jagger og Keith Richards, og blev først udgivet som b-siden til ”We Love You” i august 1967. 
Den blev nummer 14. i USA, og gjorde et bedre stykke arbejde end dens a-side. 
"Dandelion" kom med på albummet Through the Past, Darkly (Big Hits Vol. 2), fra 2002, udgivet af Allen Kleins ABKCO Records.